# Irina Vlah
Irina Vlah (Comrat, 26 febbraio 1974) è una politica e giurista moldava di etnia gagauza, governatrice della Gagauzia dal 2015 al 2023.

## Biografia
Nata a Comrat, nella RSS Moldava, da padre gagauzo e madre bulgara, ha studiato tra il 1991 e il 1996 presso la facoltà di giurisprudenza dell'Università Statale di Comrat.

### Carriera politica
Nel 2005 viene eletta al Parlamento con il Partito dei Comunisti, e verrà rieletta nel 2014, anno in cui ha annunciato che avrebbe lasciato il partito per rimanere una politica indipendente.
Il 22 marzo 2015 viene eletta governatrice della Gagauzia con il 51,01% dei voti grazie al sostegno della Russia e del Partito Socialista. Ha prestato giuramento il 15 aprile successivo a Comrat, alla presenza del primo ministro moldavo Chiril Gaburici e del presidente del Parlamento Andrian Candu.
Il 30 aprile il parlamento ha accettato le sue dimissioni dalla carica parlamentare nominando come sua sostituta Inna Șupac del PCRM.